# Tiếng Shelta
Tiếng Shelta (tiếng Irelannd: Seiltis) là một ngôn ngữ được nói bởi Irish Travellers, đặc biệt là ở Ireland và Vương quốc Anh. Nó được biết đến rộng rãi với cái tên Cant, với người bản ngữ ở Ireland gọi là De Gammon và cộng đồng ngôn ngữ học gọi là Shelta. Nó thường được sử dụng như một mật ngữ để người ngoài không thể thấu hiểu cuộc nói chuyện giữa những Traveller, mặc dù khía cạnh này thường bị nhấn mạnh thái quá (bởi người ngoài). Số lượng người bản ngữ chính xác rất khó xác định do các vấn đề xã hội học nhưng Ethnologue cho rằng số lượng người nói là 30.000 ở Anh, 6.000 ở Ireland và 50.000 ở Mỹ. Số liệu ở Vương quốc Anh có từ năm 1990; không rõ liệu các số liệu khác là có từ cùng một nguồn hay không.
Về mặt ngôn ngữ, tiếng Shelta ngày nay được coi là một ngôn ngữ trộn lẫn bắt nguồn từ một cộng đồng người du cư ở Ireland mà ban đầu chủ yếu nói tiếng Ireland. Cộng đồng này sau đó đã trải qua một thời kỳ song ngữ rộng rãi dẫn đến một ngôn ngữ dựa nhiều vào tiếng Anh Ireland với những ảnh hưởng nặng nề từ tiếng Ireland. Vì các phương ngữ khác nhau của tiếng Shelta biểu hiện mức độ Anh hoá khác nhau nên rất khó để xác định mức độ của lớp nền tiếng Ireland. Oxford Companion to the English Language cho rằng nó ở mức 2.000-3.000 từ.

## Tên gọi
Ngôn ngữ này được biết đến bằng nhiều tên khác nhau. Những người bên ngoài cộng đồng Irish Travellers thường gọi nó là Cant (từ nguyên từ này là một vấn đề tranh luận). Những người nói ngôn ngữ gọi nó là (the) Cant, Gammon hoặc Tarri. Trong số các nhà ngôn ngữ học, tên Shelta là thuật ngữ được sử dụng phổ biến nhất.
Các tên bổ sung bao gồm Bog Latin, Caintíotar, Gammon, Sheldru, Shelter, Shelteroch, Ould Thing, và Tinker's Cant.